# NGC 1746
NGC 1746 je otvoreni skup u zviježđu Biku. 

## Vanjske poveznice
- SEDS: NGC 1746